# Tweede generatie kernreactoren

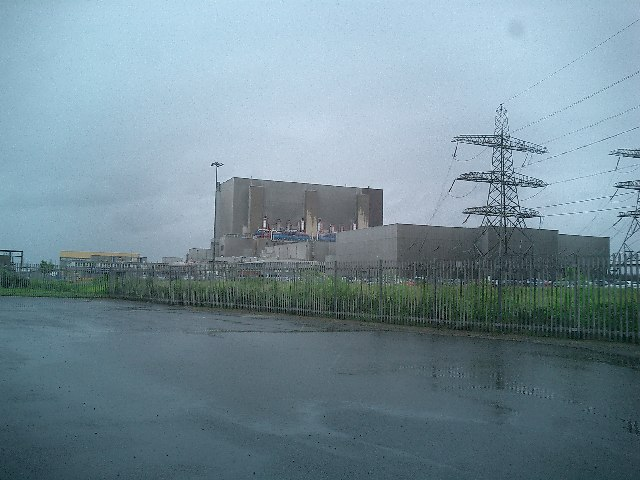
Kerncentrale van Hartlepool

Vergelijking van de groottes van enkele tweede-generatiereactoren.

De tweede generatie kernreactoren is een verdere ontwikkeling van de eerste generatie van kernreactoren (generatie I). Het ontwerp van de reactortypen in de tweede generatie is gebaseerd op veranderingen in het ontwerp tijdens de levensduur van de generatie I-reactoren.
De reactoren worden gebruikt in een kerncentrales en produceren kernenergie uit kernbrandstof.
De lijn tussen een generatie I-reactor en een generatie II-reactor is door de voortschrijdende ontwikkelingen niet vastomlijnd. Als voorbeeld: de magnoxreactor heeft elementen van beide typen in zich.
Voorbeelden van de tweedegeneratiekernreactoren zijn de drukwaterreactor, de kokendwaterreactor en de advanced gas-cooled reactor.